# Тукумский музей
Ту́кумский музе́й (латыш. Tukuma muzejs) — музей в Латвии. Основан 30 декабря 1935 года в Тукумсе как художественный музей, став первым подобным музеем за пределами Риги. Сейчас Тукумский музей представляет собой объединение семи профильных музеев, имеющих общую тематическую направленность на сохранение, изучение и популяризацию культурно-исторических особенностей северо-востока Курземе. Пять из семи филиалов музея расположены в пределах территории города Тукумс.
Идейным вдохновителем, основателем и первым директором Тукумского музея является художник Леонид Ариньш (латыш. Leonīds Āriņš). Сейчас должность директора занимает Агрита Озола (латыш. Agrita Ozola).
В хранилище музея находится одна из ценнейших в Латвии коллекций произведений искусства конца XIX—начала XX вв. Всего же собрание музея насчитывает почти 90 тысяч объектов, из которых лишь десятая часть выставлена на обозрение.
На данный момент Тукумский музей образуют следующие структурные единицы:
| Название                                                                                              | Краткое описание | Адрес                                                  | Координаты                      |
| --- | --- | ------------------------------------------------------ | ------------------------------- |
| Музей искусств (латыш. Mākslas muzejs)                                                                | Основан в 1935 году. Находится в исторической части города, в здании построенном в 1880 г. Обладает второй по величине коллекцией произведений искусства в Латвии.      | Tukums, Harmonijas iela 7                              | 56°57′56″ с. ш. 23°09′06″ в. д. |
| Исторический музей города Тукумс «Пилс торнис» (латыш. Tukuma pilsētas vēstures muzejs "Pils tornis") | Основан в 1935 году. Расположен в здании построенном в промежутке между 1772 и 1778 гг. из оставшихся фрагментов кладки северо-восточной части замка Ливонского ордена. | Tukums, Brīvības laukums 19a                           | 56°57′53″ с. ш. 23°09′20″ в. д. |
| Музей Пастариньша (латыш. Pastariņa muzejs)                                                           | Основан в 1967 году. Находится на хуторе Бисниеки в селе Дзирциемс на территории Зентской волости Тукумского края .                                                     | Tukuma novads, Zentenes pagasts, Dzirciems, "Bisnieki" | 57°07′27″ с. ш. 23°01′02″ в. д. |
| Ткацкая мастерская (латыш. Audēju darbnīca)                                                           | Основана в 1988 году. | Tukums, Tidaholmas iela 3                              | 56°58′04″ с. ш. 23°08′57″ в. д. |
| Дурбенский замок (латыш. Durbes pils)                                                                 | Передан Тукумскому музею в 1991 году, открыт для посещения с 2009 года, после 12 лет реставрационных работ.                                                             | Tukums, M. Parka 7                                     | 56°58′00″ с. ш. 23°11′36″ в. д. |
| Галерея «Дурвис» (латыш. Galerija "Durvis")                                                           | Открыта в 1997 году в центре исторической части города. Расположена в одном из старейших зданий города, построенном в 1754 году.                                        | Tukums, Harmonijas iela 7                              | 56°57′56″ с. ш. 23°09′06″ в. д. |
| Джукстенский музей сказок (латыш. Džūkstes Pasaku muzejs)                                             | Основан в 2001 году, в состав Тукумского музея вошёл в 2010 году. Находится на территории Джукстенской волости в здании Ланцениекской школы.                            | Tukuma novads, Džūkstes pagasts, Lancenieku skola      | 56°48′43″ с. ш. 23°20′51″ в. д. |